# Liste der Naturdenkmale in Erdmannhausen
| Naturdenkmale | Anzahl |
| ------------- | ------ |
| FND           | 7      |
| END           | 2      |
| Gesamt        | 9      |

Die Liste der Naturdenkmale in Erdmannhausen nennt die verordneten Naturdenkmale (ND) der im baden-württembergischen Landkreis Ludwigsburg liegenden Gemeinde Erdmannhausen. In Erdmannhausen gibt es insgesamt neun als Naturdenkmal geschützte Objekte, davon sieben flächenhafte Naturdenkmale (FND) und zwei Einzelgebilde-Naturdenkmale (END).
Stand: 30. Oktober 2016.

## Flächenhafte Naturdenkmale (FND)
| Name                                            | Bild | Kennung     | Einzelheiten  | Position | Fläche Hektar | Datum        |
| ----------------------------------------------- | ---- | ----------- | ------------- | -------- | ------------- | ------------ |
| Ehemaliger Steinbruch „Hammelrain“              | BW   | 81180140007 | Erdmannhausen | ⊙        | 2,4           | 6. Juli 1988 |
| Ehemaliger Steinbruch im Gewann Wagrain         | BW   | 81180140006 | Erdmannhausen | ⊙        | 0,8           | 6. Juli 1988 |
| Feldgehölz mit Walnussbaum                      | BW   | 81180140003 | Erdmannhausen | ⊙        | 0,1           | 6. Juli 1988 |
| Feuchtgebiet und Feldgehölz im Gewann Seewiesen | BW   | 81180140004 | Erdmannhausen | ⊙        | 0,4           | 6. Juli 1988 |
| Feuchtgebiet und Waldklinge im Gewann Seewiesen | BW   | 81180140005 | Erdmannhausen | ⊙        | 1,7           | 6. Juli 1988 |
| Hohlweg und Hecken am Silberberg                | BW   | 81180140002 | Erdmannhausen | ⊙        | 0,6           | 6. Juli 1988 |
| 09/09                                           | BW   | 81180140009 | Erdmannhausen | ⊙        | 0,8           | 6. Juli 1988 |
| Legende für Naturdenkmal                        |      |             |               |          |               |              |

## Einzelgebilde (END)
| Name                     | Bild | Kennung     | Einzelheiten  | Position | Fläche Hektar | Datum        |
| ------------------------ | ---- | ----------- | ------------- | -------- | ------------- | ------------ |
| Lawsons Scheinzypresse   | BW   | 81180140001 | Erdmannhausen | ⊙        | 0,0           | 6. Juli 1988 |
| 1 Rosskastanie           | BW   | 81180140010 | Erdmannhausen | ⊙        | 0,0           | 2. Apr. 1993 |
| Legende für Naturdenkmal |      |             |               |          |               |              |